# پابلو اوربایز
پابلو اوربایز (انگلیسی: Pablo Orbaiz؛ زادهٔ ۶ فوریهٔ ۱۹۷۹) بازیکن فوتبال اهل اسپانیا است.
از باشگاه‌هایی که در آن بازی کرده‌است می‌توان به باشگاه فوتبال المپیاکوس، باشگاه فوتبال روبین کازان، باشگاه فوتبال اتلتیک بیلبائو، و باشگاه فوتبال اوساسونا اشاره کرد.
وی همچنین در تیم‌های ملی فوتبال زیر ۱۷ سال اسپانیا، زیر ۱۸ سال اسپانیا، زیر ۲۰ سال اسپانیا، زیر ۲۱ سال اسپانیا، اسپانیا، Navarre autonomous football team، و باسک بازی کرده‌است.